# اووین (اورن)
اووین (به فرانسوی: Avoine) یک کمون در فرانسه است که در canton of Écouché واقع شده‌است. اووین ۹٫۴۳ کیلومتر مربع مساحت دارد ۱۸۳ متر بالاتر از سطح دریا واقع شده‌است.